# Borstrock
Borstrock was een muziekfestival dat sinds 1990 jaarlijks werd gehouden in Nieuw-Vossemeer, op de grens van Noord-Brabant en Zeeland. Later werd het festival gehouden op een veld aan het water van het Schelde-Rijn kanaal, maar het begon op een veldje bij een bejaardentehuis in Nieuw-Vossemeer. De eerste editie trok ongeveer 500 bezoekers. Het was direct al duidelijk dat een volgende editie op een andere locatie gehouden moest worden, want het veldje was te klein. Na enkele locaties geprobeerd te hebben kwam men uiteindelijk uit bij de recentste locatie, naast het Schelde-Rijn kanaal. Na 2014 kwam er geen nieuwe editie meer.
In zijn recentste vorm werd het festival gehouden op twee dagen, kwam er zo'n 1200 man op af en was er de mogelijkheid om te kamperen in een tent. Op de vrijdagavond stonden meestal drie bands in de grote tent aan het kanaal en op zaterdag speelden ongeveer zes bands. In de loop der jaren hebben vrij grote en minder grote rock- en bluesnamen het festival bezocht, waaronder Uriah Heep, UFO, Within Temptation, Paul Di'anno, De Heideroosjes, Autumn, Bad Candy, Tygers of Pan Tang, After Forever, DI-RECT, Krokus, Green Lizard en Vengeance.
De 25e editie, op 23 mei 2014, was tevens de laatste editie.